# Ambassade d'Algérie au Maroc
L'ambassade d'Algérie au Maroc est la représentation diplomatique de l'Algérie au Maroc qui se trouve à Rabat, la capitale du pays.

## Ambassadeurs d'Algérie au Maroc
| Date de nomination | Date de nomination | Date de départ    | Date de départ | Ambassadeur         |
| ------------------ | ------------------ | ----------------- | -------------- | ------------------- |
| 7 février 1963     | [ JORADP 1 ]       |                   | [ JORADP 2 ]   | Saad Dahlab         |
|                    | [ JORADP 2 ]       | 1969              | [ JORADP 2 ]   | Hamida Ferhat Tayeb |
| 11 juin 1969       | [ JORADP 3 ]       | 31 mars 1976      | [ JORADP 4 ]   | Noureddine Delleci  |
|                    | [ JORADP 2 ]       | 31 décembre 1988  | [ JORADP 5 ]   | Abdelhamid Mehri    |
| 1er janvier 1989   | [ JORADP 5 ]       | 30 juin 1990      | [ JORADP 6 ]   | Mohamed Sahnoun     |
| 16 septembre 1992  | [ JORADP 7 ]       |                   | [ JORADP 2 ]   | Mohamed Ghoualmi    |
| 1er octobre 1997   | [ JORADP 8 ]       |                   | [ JORADP 2 ]   | El Mihoub Mihoubi   |
|                    | [ JORADP 2 ]       | 26 septembre 2005 | [ JORADP 9 ]   | Boualem Bessaih     |
| 1er octobre 2005   | [ JORADP 10 ]      | 28 janvier 2010   | [ JORADP 11 ]  | Larbi Belkheir      |
| 31 octobre 2010    | [ JORADP 12 ]      |                   | [ JORADP 2 ]   | Ahmed Benyamina     |
| 26 septembre 2019  |                    |                   |                | Abdelhamid Abdaoui  |

## Consulats
Il existe trois consulats d'Algérie au Maroc, à Rabat, Casablanca et Oujda.

### Communauté algérienne au Maroc
Selon les données des Nations unies, sur une population de 34,66 millions d’habitants recensés en 2015 dans le royaume, le nombre de résidents algériens a atteint 13664 personnes,.